# Ли Гвансу
Ли Гвансу (кор. 이광수; 4 марта 1892 — 25 октября 1950) — корейский писатель и переводчик. Считается основателем современной корейской прозы. Основной работой считается роман «Бессердечие». Сотрудник газеты «Мэиль Синбо». Значительное влияние на его творчество оказал Лев Толстой, чью пьесу «Власть тьмы» Гвансу перевёл на корейский.
В молодости участвовал в движении за независимость Кореи, затем изменил политические взгляды и стал сотрудничать с японской колониальной администрацией, взяв себе японское имя Каяма Мицуро (яп. 香山光郞). 
Во время Корейской войны был захвачен в плен армией КНДР и умер при невыясненных обстоятельствах, скорее всего от туберкулёза.